# Wola Michowa
Wola Michowa – osada (dawniej miasto) w Polsce położona w województwie podkarpackim, w powiecie sanockim, w gminie Komańcza. Leży nad rzeką Osławą, przy DW897.
Wola Michowa uzyskała lokację miejską po 1731, zdegradowana w 1785. Wieś królewska Wola Mychowa położona na przełomie XVI i XVII wieku w ziemi sanockiej województwa ruskiego, w drugiej połowie XVII wieku Michowa Wola należała do starostwa krośnieńskiego.

## Historia
Wieś była lokowana na prawie wołoskim jako własność królewska 16 czerwca 1546. W 1731 król polski August II Mocny zezwolił hrabiemu Klemensowi Branickiemu lokować miasto Wola w starostwie krośnieńskim województwa ruskiego i ustanowił jego prawa oraz herb.
Prawa miejskie Wola Michowa utraciła w 1785 po klasyfikacji austriackiej. Do 1772 w województwie ruskim, ziemi sanockiej. Miasteczko znajdowało się na szlaku prowadzącym z ziemi sanockiej do komitatu Zemplén na Węgrzech starym traktem pod Wierchem nad Łazem.
Od 1772 należała (w Galicji) do obwodu liskiego w cyrkule samborskim, a następnie cyrkułu sanockiego w kraju Galicja. Pod koniec XIX w. wieś liczyła 840 mieszkańców (w tym 240 społeczność żydowską). Co roku we wsi odbywała się 6 jarmarków. Od 1895 wioska znalazła się na trasie kolei wąskotorowej z Łupkowa do Cisnej.
Działania wojenne w 1915 przyniosły znaczne zniszczenie wsi zajętej przez armię rosyjską. Od listopada 1918 do stycznia 1919 Republika Komańczańska. W 1927 wieś liczyła 777 osób (w tym 148 Żydów).
W latach 1928–1935 stacjonował w miejscowości komisariat Straży Granicznej.
Od października 1934 do sierpnia 1946 wieś była siedzibą urzędu gminy zbiorowej w powiecie leskim.
28 września 1944 wieś została zajęta przez wojska radzieckie.

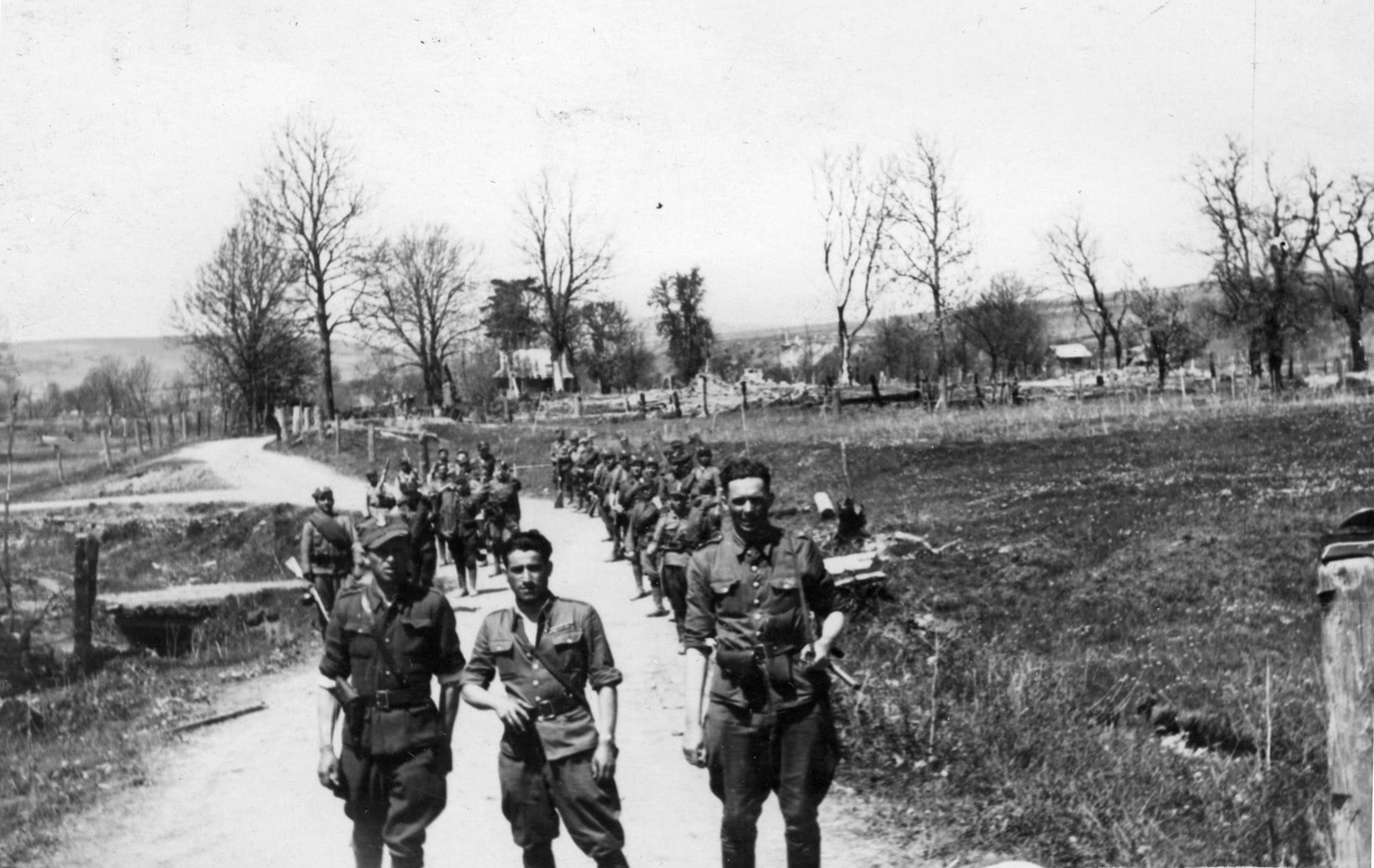
Wola Michowa, pododdział LWP podczas Akcji „Wisła” w 1947

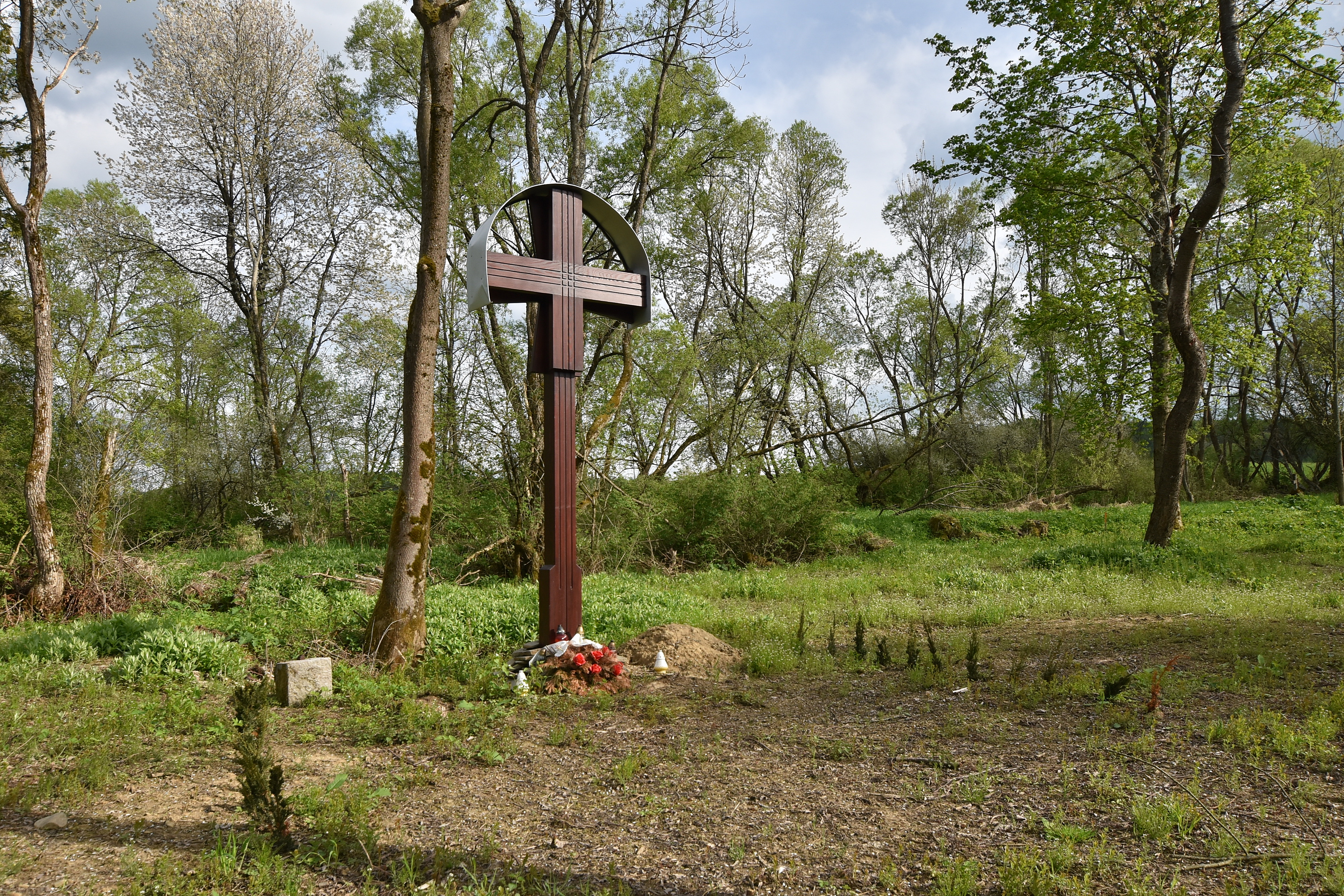
Cmentarz z I wojny światowej

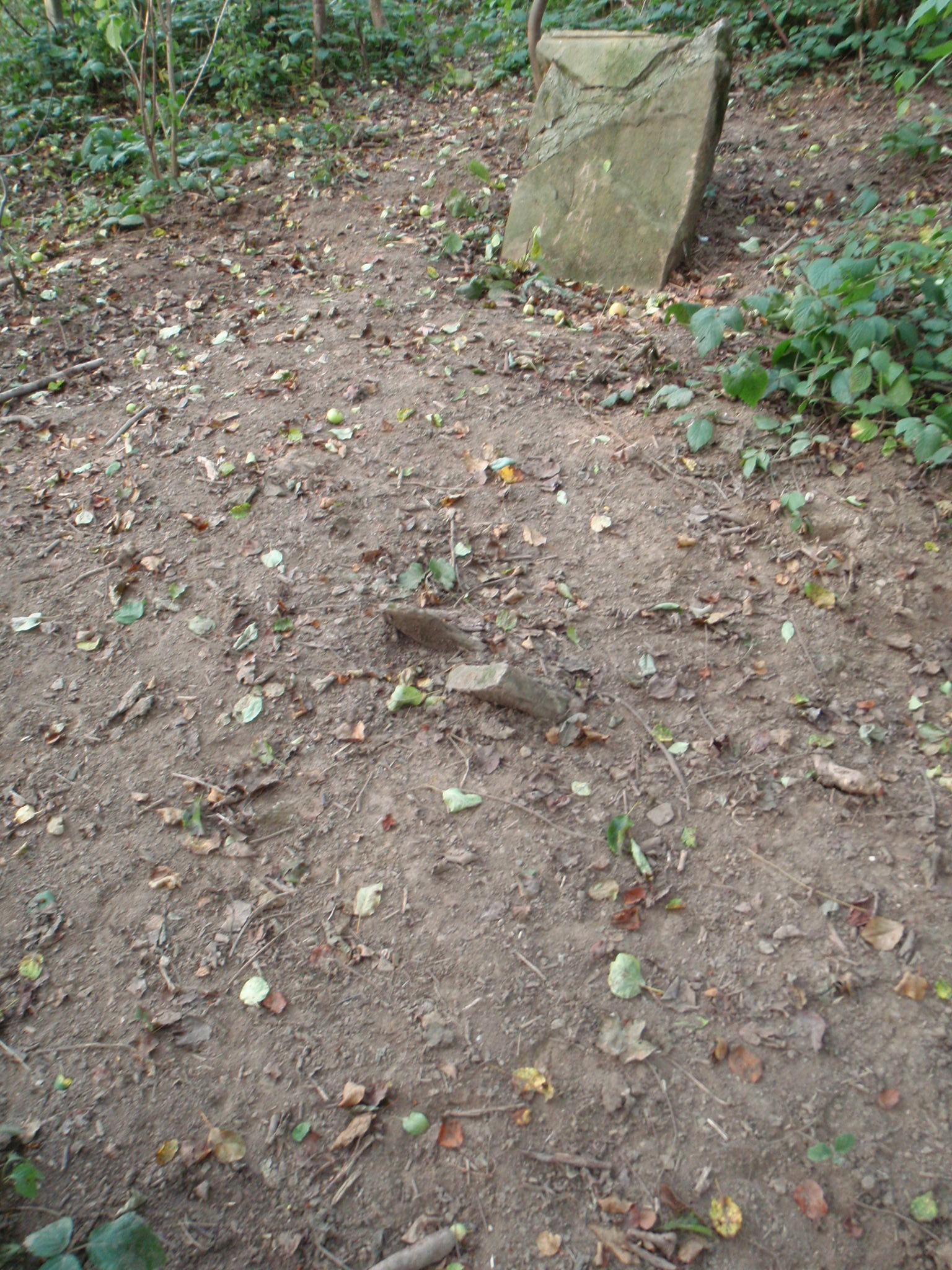
Cmentarz żydowski

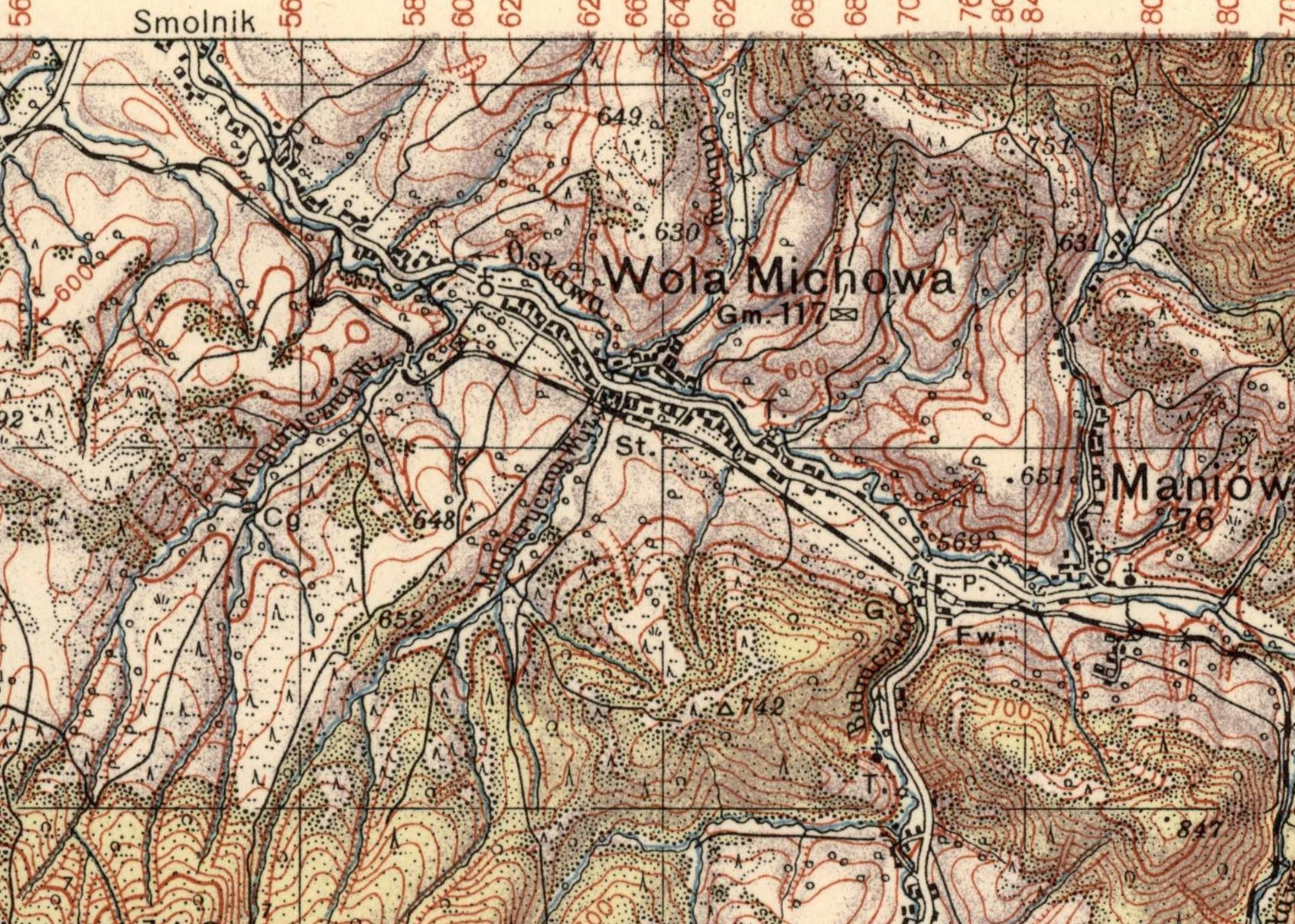
Wieś na mapie Wojskowego Instytutu Geograficznego z 1938 r.

W latach 1945–1946 nacjonaliści ukraińscy z OUN-UPA zamordowali tutaj 30 Polaków i Ukraińców. Po wysiedleniu Ukraińców w 1947 zabudowa Woli Michowej została w części spalona przez UPA, a po 1950 pozostałe obiekty, oprócz kilku w tzw. Małej Woli, przestały istnieć w niewyjaśnionych do dziś okolicznościach.
Do 1954 istniała gmina Wola Michowa, choć jej agendy prowadzone były przez Urząd Gminy w Łukowem z siedzibą w Tarnawie Górnej. W latach 1975–1998 miejscowość położona była w województwie krośnieńskim.

## Religia
W Woli Michowej znajdowała się murowana cerkiew greckokatolicka p.w. św. Mikołaja, zbudowana w 1843, w miejscu wcześniejszej, drewnianej cerkwi. Cerkiew ta obecnie nie istnieje: została znacznie zniszczona w latach 1945-1948, a jej pozostałości rozebrano na początku lat 50. W jej otoczeniu znajdował się również cmentarz.
W trakcie badań archeologicznych, prowadzonych na początku lat 20. XXI w. przez specjalistów z Instytutu Archeologii Uniwersytetu Jagiellońskiego i Pracowni Gaja z Krakowa, potwierdzono istnienie na terenie cerkwiska cmentarza wojennego z czasów I wojny światowej. Znaleziono na nim zbiorową mogiłę żołnierzy armii austro-węgierskiej z 1915 r. Dokument pozyskany z archiwum we Lwowie wskazuje, że cmentarz zaprojektował znany wiedeński architekt i scenograf Arthur Grünberger.
W okresie międzywojennym żydowski kahał utrzymywał w Woli Michowej dwa domy modlitwy. Jeden z domów, położony na skraju zabudowy (Synagoga w Woli Michowej), należał do chasydów, natomiast większa synagoga tzw. kahalna stała w rynku michowskim. Była murowana kryta półokrągłym blaszanym dachem. Do chwili obecnej zachował się jedynie cmentarz żydowski, położony przy drodze na przełęcz Żebrak, ok. 0,5 km od dawnego rynku. Jest na nim ponad 50 nagrobków.
Do 1927 roku wieś należała do parafii łacińskiej w Bukowsku, do 1979 roku do parafii w Komańczy. Od 1979 roku Wola Michowa należy do parafii łacińskiej św. Piotra i Pawła w Nowym Łupkowie w dekanacie Rzepedź. w 2010 poświęcono nowy drewniany kościół zbudowany na miejscu dotychczasowej kaplicy.

## Demografia
- 1785 – 455 grekokatolików, 4 rzymskich katolików, 59 żydów
- 1840 – 604 grekokatolików
- 1859 – 627 grekokatolików
- 1879 – 587 grekokatolików
- 1899 – 750 grekokatolików
- 1926 – 488 grekokatolików
- 1938 – 608 grekokatolików, 30 rzymskich katolików, 210 żydów
- dla lat 1840–1926 brak informacji o innych wyznaniach
- 2006 – 90 osób

## Turystyka
Wieś nie jest jednoznacznie wydzielona, leży wzdłuż drogi. Do niedawna była stacją końcową turystycznej kolejki wąskotorowej biegnącej z Majdanu. Obecnie (2016) kolejka kursuje do Balnicy. Na skraju wsi, w zakolu rzeki znajduje się jedna z najlepiej wyposażonych w Bieszczadach stanic ZHP. Przy szosie do Cisnej – legendarne schronisko Latarnia Wagabundy, obecnie (2020) działające już jako Ośrodek Wypoczynkowy Latarnia Wagabundy.
Na terenie wsi znajduje się stanica harcerska Hufca ZHP Krosno.
W Woli Michowej znajduje się stacja naukowa PAN-u.

## Wola Michowa w literaturze
- Słynny czeski reporter Egon Erwin Kisch podczas I wojny światowej znalazł się w Woli Michowej z oddziałem, w którym służył, i w reportażu Den Golem wiederzuerwecken (Obudzić Golema) opisał spotkanie i rozmowę z jednym z tutejszych Żydów.
- Egon Erwin Kisch, Zapisz to Kisch!, Warszawa 1957.
- Wojciech Wesołkin, Wola Michowa i okolice, Sanok 2010.
- Wojciech Wesołkin, W dorzeczu Osławy cz. I. Wola Michowa – wieś, miasto i gmina zbiorowa, „Bieszczad” nr 15, Ustrzyki Dolne 2009, s. 126–167.